# 150 Nuwa
Nuwa (asteroide 150) é um asteroide da cintura principal com um diâmetro de 151,13 quilómetros, a 2,5902386 UA. Possui uma excentricidade de 0,1305194 e um período orbital de 1 878,08 dias (5,15 anos).
Nuwa tem uma velocidade orbital média de 17,25650437 km/s e uma inclinação de 2,19412º.
Este asteroide foi descoberto em 18 de Outubro de 1875 por James C. Watson.
Este asteroide recebeu este nome em homenagem à deusa Nu Kua da mitologia chinesa.